# Helmuth Listemann
Helmuth Listemann (* 23. Oktober 1872 in Magdeburg; † 29. Mai 1924 bei Duisburg) war ein deutscher Diplomat, Dolmetscher und Konsul in Buschehr im Iran.

## Familie
Listemann stammte aus einer Magdeburger Kaufmanns- und Politikerfamilie. Sein Großvater war der Magdeburger Zuckerfabrikant und Stadtverordnete Friedrich Conrad Listemann. Sein Vater war Conrad Listemann, Generaldirektor der Magdeburger Lebensversicherung, Vorsitzender der Magdeburger Stadtverordnetenversammlung und Mitglied des Preußischen Abgeordnetenhauses. Er war mit Ellen geb. La Combe verheiratet, welche gebürtige Schweizer Staatsangehörige war. Ihr Vater war der Professor Adolphe La Combe.

## Leben
Nach seinem Abitur am Wilhelms-Gymnasium in Magdeburg studierte Listemann ab 1893 Rechtswissenschaften an der Université de Lausanne, der Friedrich-Wilhelms-Universität (der heutigen Humboldt-Universität) zu Berlin und am Seminar für Orientalische Sprachen. Während seines Studiums in Lausanne wurde er bei der Société d’Étudiants Germania Lausanne aktiv. Im November 1897 absolvierte er das juristische Referendarexamen, wurde Referendar am Berliner Kammergericht. Im April 1898 absolvierte er die Diplomprüfung in der persischen Sprache und, nachdem er das 2. Staatsexamen absolviert und seine Dissertation geschrieben hatte, wurde er 1898 zum Dr. jur. promoviert. Ab November 1897 war er im preußischen Justizdienst tätig.
Im April 1898 wurde er in den Auswärtigen Dienst (Dragomanatsdienst) einberufen und anschließend als Aspirant des Dragomanats bei der Deutschen Gesandtschaft in der iranischen Hauptstadt Teheran beschäftigt. 1902 wurde ihm der Titel Dragoman verliehen, die damalige Bezeichnung des Auswärtigen Amtes für Dolmetscher die speziell für den Verkehr zwischen den Landesbehörden und den Gesandtschaften und Konsulaten im Orient ausgebildet waren. Ab 1905 leitete er das deutsche Vizekonsulat in Buschehr im Iran, 1906 wurde ihm der Charakter als Konsul verliehen. Ab 1907 wurde er wieder bei der Gesandtschaft in Teheran eingesetzt und nachdem er im Februar 1914 die Konsularische Prüfung absolviert hatte, im Juni 1914 der Titel Konsul verliehen. Im gleichen Jahr heiratete Listemann die Schweizerin Ellen La Combe in Lausanne in der Schweiz.
Anschließend war Listemann Konsul des Deutschen Kaiserreiches in Buschehr im Iran als Nachfolger von Wilhelm Wassmuss. Während seiner konsularischen Tätigkeit im Iran ereignete sich dort zwischen 1905 und 1911 die Konstitutionelle Revolution, dem Kampf des iranischen Parlaments (Madschlis) gegen den Schah von Persien Mohammed Ali Schah. Außerdem kam es 1907 zum britisch-russischen Teilungsvertrag (Vertrag von Sankt Petersburg (1907)). In den Jahren 1915 bis 1921 wurde der Iran in den Ersten Weltkrieg verwickelt und von britischen und russischen Truppen besetzt. Gleich zu Beginn der Besetzung wurde Listemann am 6. März 1915 bei einem völkerrechtswidrigen Überfall in den Morgenstunden des 9. März 1915 durch britische Soldaten auf das deutsche Konsulat in Buschehr festgenommen und völkerrechtswidrig als Kriegsgefangener über Basra nach Indien gebracht und dort in einem Internierungslager für Zivilisten in Ahmednagar interniert worden. Die lange unveröffentlicht gebliebenen ausführlichen Schilderungen des Vorfalls in den Memoiren des an der Gefangennahme beteiligten Offiziers Cecil John Edmonds wurden 2009 veröffentlicht. Nach seiner Aussage sei bei der Gefangennahme und der anschließenden Durchsuchung des Wohn- und Amtssitzes des Konsuls Listemann ein diplomatisches Code-Buch gefunden und entwendet worden, welches für die Verschlüsselung von Nachrichten zwischen Berlin und Madrid als auch zwischen Berlin und Konstantinopel (für den Mittleren Osten) verwendet wurde. Dies habe weitreichende Konsequenzen zur Folge gehabt, da von nun an die diplomatische Korrespondenz von den Briten mitgelesen werden konnte. Erst fünf Jahre später konnte Listemann aus der Internierung in Indien nach Deutschland zurückkehren. Nach seiner Rückkehr im Februar 1920, war er bei verschiedenen Stellen des Auswärtigen Amtes in Berlin beschäftigt. Ab Oktober 1920 war er in Berlin in der Abteilung des Auswärtigen Amtes für Außenhandel tätig und dort im Referat, welches für den Indischen Ozean, Afrika und Vorderasien zuständig war. Zuletzt wurde ihm im August 1921 die Leitung der Passstelle des Auswärtigen Amtes in Düsseldorf übertragen. Nach Schließung der Passstelle im Februar 1924 war er „ohne Verwendung“.
Am 29. Mai 1924 wählte er im Alter von 51 Jahren bei Duisburg den Freitod im Rhein.